# Gone Girl – Das perfekte Opfer (Roman)
Gone Girl – Das perfekte Opfer (engl. „Gone Girl“) ist ein Thriller von Gillian Flynn aus dem Jahr 2012. Der Roman wurde in den Vereinigten Staaten von der Crown Publishing Group veröffentlicht und kam innerhalb kurzer Zeit auf die Bestseller-Liste der New York Times.
Im Zentrum des Romans steht das Beziehungsdrama eines Ehepaars. Nach einer Aussage der Autorin ist das Hauptmotiv der Geschichte die Erforschung der Psychologie und Dynamik einer langjährigen Beziehung.

## Inhalt
Nachdem Nick und Amy Dunne von ihren Arbeitgebern im Zusammenhang mit der Krise der Printmedien entlassen werden, beginnt es in ihrer Ehe zu kriseln. Als Nicks Mutter im Sterben liegt, verlässt das Paar New York City und zieht zu ihr in die Provinz nach North Carthage, Missouri. Dort eröffnet Nick mit den letzten finanziellen Mitteln aus einem Treuhandkonto seiner Frau eine Bar, die er gemeinsam mit seiner Zwillingsschwester Margo führt. Die Erlöse aus der Bar bieten den drei Mitgliedern der Familie Dunne ein Auskommen, doch verändert sich die Beziehung zwischen Nick und Amy. Die Ehe wird zusehends dysfunktional. Amy vermisst ihr Leben in New York und hat Probleme, sich mit dem Leben in der Kleinstadt zu arrangieren.
An ihrem fünften Hochzeitstag verschwindet Amy spurlos. Aus verschiedenen Gründen wird Nick zum Hauptverdächtigen: Er hat ein schwaches Alibi, nutzte ihr Geld, um seine Bar zu finanzieren, hat Kreditkartenschulden, ist der Begünstigte einer auf Amy laufenden Lebensversicherung und erscheint bei der eingeleiteten Suchaktion vor der Kamera als auffallend emotionslos. Die Polizei findet darüber hinaus auf seinem PC verdächtige Hinweise. Außerdem erhält Nick merkwürdige Anrufe.
Im ersten Teil des Romans wird der Leser über die tatsächlichen Taten und Motive der beiden Protagonisten im Unklaren gelassen: Erzählt wird aus der Ich-Perspektive, abwechselnd aus der Sichtweise von Nick und Amy. Während Nicks Erzählung im Präsens stattfindet, erfährt man von Amy aus ihren Tagebucheinträgen im Präteritum. Die beiden Geschichten weichen in ihrer Wahrnehmung stark voneinander ab. So ist Amys Darstellung ihrer Ehe wesentlich positiver als bei ihrem Mann und Nick selbst erscheint aus Amys Sicht weitaus aggressiver, als er sich selbst darstellt.
Im zweiten Teil des Romans stellt sich heraus, dass Nick eine Affäre hat und Amy noch am Leben ist und sich versteckt. Sie plant, Nick zu benutzen, indem sie ihren Tod vortäuscht. Ihr Tagebuch ist eine Fälschung und soll Nick in den Fokus der polizeilichen Ermittlungen rücken. Amy geht das Geld aus und sie wird zudem von Gästen in dem Motel, in dem sie sich versteckt, ausgeraubt. In ihrer Not sucht sie ihren Ex-Freund Desi Collings auf, bei dem sie eine Zeitlang wohnen kann. Amy fühlt sich bei Desi wie gefangen, zumal er ihr auch noch sexuelle Avancen macht. Amy tötet Desi und kehrt zu Nick zurück, wobei sie ihm erzählt, dass sie entführt wurde. Nick bekommt heraus, dass sie eine Mörderin ist, bleibt jedoch bei ihr, da sie sein Kind erwartet.
Das Buch endet mit weiteren Tagebuchaufzeichnungen von Amy, als sie kurz vor der Geburt ihres Sohnes steht, und sie von ihrer Entführung und Gefangenschaft berichtet. Nick schreibt seine eigenen Memoiren, in denen er von den manipulativen Fähigkeiten und den mörderischen Absichten seiner Frau berichtet. Er löscht diese aber, als Amy ihn von ihrer Schwangerschaft in Kenntnis setzt.

## Motive
Die Motive in Gone Girl sind Unehrlichkeit, die Heimtücke der Medien und die durch die Wirtschaftskrise in den USA hervorgerufenen Katastrophen. Die Hauptfiguren belügen einander und damit auch den Leser über ihre Affären und Handlungen. Flynn sagte, sie habe das Buch geschrieben, um Unehrlichkeit und Lügen innerhalb einer „Ehe“ zu zeigen.

„Marriage is sort of like a long con, because you put on display your very best self during courtship, yet at the same time the person you marry is supposed to love your warts and all. But your spouse never sees those warts really until you get deeper into the marriage and let yourself unwind a bit. –  Die Ehe ist wie ein langer Betrug, da Du anfangs bei Deiner Werbung nur Deine besten Seiten zeigst, während doch die Person, die Du heiratest, alles an Dir lieben soll – inklusive Deiner Warzen. Aber Dein Ehepartner sieht diese Warzen nicht wirklich, ehe die Beziehung tiefer und etwas entspannter wird.“

Auch die Rolle der Medien steht im Fokus. Nick erscheint schuldig – er wird in den Medien vorverurteilt, noch bevor ein Gerichtsprozess beginnen kann. Flynn als ehemalige Mitarbeiterin von Entertainment Weekly hatte bei ihrer täglichen Arbeit eigene Erfahrungen damit gemacht, wie die Medien nahezu jeden Aspekt im Leben einer verschwundenen Person infiltrieren können. Amys Ehemann wird als Hauptverdächtiger Opfer einer Medienhetze – sozusagen als Rache aller Frauen, denen Unrecht angetan wurde.
Hier sind Parallelen zur Vorgehensweise der US-Fernsehmoderatorin Nancy Grace zu erkennen. Der Autor Jeff Giles hob hervor, dass der Roman stark mit den Erwartungen der Leser spielt – Erwartungen, die von den Medien geprägt werden.

„The first half of Gone Girl is a nimble, caustic riff on our Nancy Grace culture and the way in which ‚The butler did it‘ has morphed into ‚The husband did it‘. – Die erste Hälfte von Gone Girl ist ein flinker, ätzender Riff auf unsere Nancy-Grace-Kultur und darauf, wie aus dem Satz ‚Der Butler war es‘ der Satz ‚Der Ehemann war es‘ geworden ist.“

Für die New York Daily News ist das Hauptanliegen des Romans die Kritik an der schnellen Vorverurteilung eines Menschen durch die Medien.

„In a media society informed by Nancy Grace, when a wife goes missing, the husband murdered her. There’s no need for a body to arrive at a verdict. – In der durch Nancy Grace informierten Mediengesellschaft genügt es, wenn eine Ehefrau als vermisst gemeldet wird – ihr Ehemann hat sie getötet. Um zu einem Schuldspruch zu gelangen, braucht es keine Leiche mehr.“

Der San Francisco Chronicle kommentierte:

„All the while, Flynn pokes smart fun at cable news, our collective obsession with social media and reality TV. – Währenddessen macht sich Flynn lustig über die Kabelkanäle, unser aller Obession an sozialen Medien und Reality-TV.“

Flynn wollte den gesamtgesellschaftlichen Bankrott in Folge der Finanzkrise ab 2007 spürbar machen. Nicht nur, dass die beiden Protagonisten ihr Auskommen verloren haben, sie ziehen in eine Kleinstadt, die geprägt wird von unverkäuflichen Häusern und gescheiterten Unternehmen. Gegenüber der Huffington Post sagte sie:

„I wanted the whole thing to feel bankrupt … I wanted it to really feel like a marriage that had been hollowed out in a city that had been hollowed out and a country that was increasingly hollowed out. – Ich wollte ein allgemeines Gefühl des Bankrotts vermitteln … es sollte sich wie eine ausgehöhlte Ehe, in einer ausgehöhlten Stadt, in einem zunehmend ausgehöhlteren Land anfühlen.“

Der Roman ist so etwas wie das Psychogramm einer Ehe, die nicht von Liebe, sondern von Neurosen und Egomanie bestimmt wird. Am Ende stellt sich die Geschichte als das perfekte Verbrechen heraus.

## Gillian Flynn und ihre Figuren
Die beiden Hauptfiguren des Romans Nick und Amy geben sich als typische DINKs: schön, attraktiv und erfolgreich. Sie leben in der Großstadt New York, sind karrierebewusst und haben eine erfolgversprechende Zukunft in der Medienbranche vor sich. Amy wurde als Kind von ihren Eltern Rand und Marybeth Elliot, einem Psychologenehepaar, als „Amazing Amy“, eine idealisierte Figur des perfekten Kindes, vermarktet. Amy besitzt wie ihre Eltern den akademischen Grad eines Master in Psychologie und schreibt Persönlichkeitstest für Zeitschriftenmagazine. Nick hingegen ist ein bodenständiger Typ und stammt aus einer Kleinstadt in Missouri. Amys Hochzeitsgeschenk an Nick hatte die Form einer Schnitzeljagd, deren Stationen Begebenheiten aus der Zeit ihres Kennenlernens dokumentieren.
Die Zäsur beginnt, als beide ihre Jobs verlieren und ihren hohen Lebensstandard in New York nicht mehr halten können. Sie ziehen nach Missouri in die tiefste Provinz zu Nicks Eltern, wo sie versuchen, sich eine neue Existenz aufzubauen. „Amy wird schon zurechtkommen“ ist die Meinung von Nick Dunne, der seine Frau geradezu in eine ihr völlig unbekannte Umgebung „verschleppt“. Hier muss sich die Beziehung der beiden in einem neuen Ehealltag unter anderen Vorzeichen bewähren. Nach fünf Jahren Ehe verschwindet Amy und alles deutet darauf hin, dass Nick der Täter ist.
Der Leser lernt die beiden ambivalenten Protagonisten überwiegend aus ihrer eigenen Darstellung heraus kennen. Nick erscheint unsympathisch und verwickelt sich während der Befragung durch die Polizei in ein Netz aus Lügen. Amys Aufzeichnungen hingegen zeigen ein vollkommen anderes Bild und eine andere Sichtweise der Dinge. Der Leser wird im Unklaren gehalten, worin letztendlich die Wahrheit besteht.
Gillian Flynn verarbeitete eigene Charakterzüge und Erfahrungen in ihren Figuren. So war sie wie Nick Dunne Autorin in der Unterhaltungsbranche. Ähnlich wie Nick wurde sie, nachdem sie viele Jahre lang ihrem Job nachging, gekündigt. Ihre eigene Nervosität und Unruhe, welche sie in dieser Zeit der Arbeitslosigkeit gespürt hatte, verarbeitete sie in dessen Charakter. Als Flynn gefragt wurde, wie sie so glaubhaft über das Innenleben eines Mannes schreiben könne, antwortete sie, das sei der männliche Anteil ihrer Persönlichkeit. Auch würde ihr Ehemann und ihre Freunde ihr dabei helfen, zu verstehen, wie Männer denken. Flynns autobiographisches Essay I was not a nice little girl, als innerer Monolog verfasst, lässt einige Parallelen zu der Figur der Amy Dunne zu. Sie habe damals eine leicht sadistische Art verspürt und Spinnen mit Ameisen gefüttert. Das Indoor-Spiel „Mean Aunt Rosie“ ermöglichte es Gillian Flynn, negativen Einfluss auf ihre Cousins (ihre Bezugspersonen) auszuüben. In ihrem Essay argumentiert die Autorin, dass Frauen im Allgemeinen ihre negativen Eigenschaften nicht erkennen bzw. verdrängen, während Männer die Gemeinheiten ihrer Kindheit meist überhöhen.

## Die Autorin und ihr Werk
Gillian Flynn stammt aus Kansas City (Missouri) und lebte in den Großstädten Chicago und New York City. Sie arbeitete zehn Jahre lang als leitende Kritikerin von TV-Sendungen für das Magazin Entertainment Weekly. Ihre ersten beiden Romane Cry Baby. Scharfe Schnitte (2006) und Dark Places. Gefährliche Erinnerung (2009) wurden mit Preisen ausgezeichnet und in den USA Erfolge. Flynns dritter Roman Gone Girl erschien 2012 und löste einen großen Medienhype aus. Der Roman, von dem über 3 Millionen Exemplare verkauft wurden, war lange Zeit auf Platz eins der New-York-Times-Bestsellerliste vertreten. Die Grundidee zu Gone Girl entsprang Flynns Bedürfnis, das Geheimnis der Ehe zu ergründen.
„Mir gefiel die Idee, eine Ehe als eine Art „Er sagt, Sie sagt“-Geschichte zu erzählen, eine Geschichte zweier Erzähler, denen der Leser nicht trauen sollte.“
Im Interview mit Entertainment Weekly sagte Flynn, dass ihre Werke durch Zoë Hellers Notes on a Scandal (Tagebuch eines Skandals) und Edward Albees Who's Afraid of Virginia Woolf (Wer hat Angst vor Virginia Woolf?) beeinflusst wurden. Der Schluss von Gone Girl sei von Rosemary’s Baby und dem darin enthaltenen Satz „Hey, the devil’s in the world, and guess what? Mom kind of likes him.“ („Hey, der Teufel ist auf die Welt gekommen und rate mal was? Mammi liebt ihn!“) inspiriert worden. Flynn wollte sich nicht auf ein Genre festlegen. Weitere Werke, die ihren Stil beeinflussen, sind die Mystery-Romane von Laura Lippman, Karin Slaughter, George P. Pelecanos, Dennis Lehane und Harlan Coben. Aber auch realistische, zeitgenössische Schriftsteller wie Joyce Carol Oates, Margaret Atwood, T.C. Boyle und Arthur Phillips hätten ihr Schaffen nachhaltig beeinflusst.

## Form und Stil
„Zuerst wartete ich in der Küche auf die Polizei, aber der beißende Geruch des verkokelten Wasserkochers machte sich in meinem Hals breit und verstärkte meinen Wunsch, mich zu übergeben, also schlenderte ich auf die Veranda hinaus, setzte mich auf die oberste Stufe und versuchte, mich zu beruhigen. Immer wieder wählte ich die Nummer von Amys Handy, aber jedes Mal meldete sich nur die Voice Mail, und Amy beteuerte in Quickclip-Frequenz, sofort zurückzurufen. Das tat sie immer. Aber jetzt waren schon drei Stunden vergangen, ich hatte fünf Nachrichten hinterlassen, und Amy hatte sich nicht gemeldet.“

Die Darstellungen der Ich-Erzähler sind teilweise im Präsens, teils in der Vergangenheitsform abgefasst. Amys Darstellung hat die Form von Tagebucheinträgen. Der Roman passt in mehrere Genres wie Mystery, Suspense-Thriller und Kriminalgeschichte. Der Rezensent des Reader’s Digest hält das Buch für weitaus mehr als nur eine Kriminalgeschichte, sondern für einen meisterhaften psychologischen Thriller. Die Chicago Tribune stellt fest, dass Gone Girl diverse typische Stilelemente eines Thrillers – wie die Schaffung von Verdachtsmomenten, das Entlarven von Geheimnissen und geschickte Ablenkungsmanöver – benutzt. In Gone Girl bekommen diese Stilelemente jedoch eine andere Bedeutung, als üblicherweise im Thriller. „While serving their usual functions, they also do much more, launching us into an unnerving dissection of the fallout of failed dreams“ („Sich ihrer üblichen Funktion bedienend, bewirken sie jedoch ein Vielfaches mehr und führen uns zu einer beunruhigende Analyse gescheiterter Träume.“) In der New York Times schreibt Janet Maslin, dass der „eispickelscharfe“ Roman so beginne, wie eine Standardauflage der Kriminalroman-Industrie, doch am Ende werden alle Anfangsprämissen in Frage gestellt.

## Rezeption

### Kritiken
Als erfolgreichster Roman von Gillian Flynn, der sich mit über 2,7 Millionen Exemplaren in digitaler und in Printform überdurchschnittlich gut verkaufen ließ, wurde er von Kritikern und Schriftstellerinnen wie Kate Atkinson oder Karin Slaughter hoch gelobt. In den Zeitungen The New Yorker, New York Times, Time, Publishers Weekly, Entertainment Weekly, Chatelaine, People Magazine und USA Today erhielt der Roman ausgezeichnete Bewertungen. Gone Girl war acht Wochen lang die Nummer eins auf der „New York Times Hardcover Fiction Bestseller Liste“ und 26 Wochen lang auf der „National Public Radio's Hardcover Fiction Bestseller Liste“. Gemäß Dave Itzkoff gehört er zu den größten literarischen Phänomenen seit der Trilogie Shades of Grey von E. L. James, die ebenfalls aus dem Jahr 2012 stammt.
Scott Smith schrieb: „Es ist, als ob Gillian Flynn uns einen Martini gemixt hätte, aber mit Batteriesäure statt Wermut – und trotzdem schmeckt er wirklich gut. ‚Gone Girl‘ ist köstlich und berauschend und gleichzeitig angenehm bösartig.“
Während der Roman im angelsächsischen Sprachraum durchweg positiv aufgenommen wurde, sahen einige deutsche Kritiker Gone Girl verhaltener. Das Webportal Krimi-Couch übertitelte Gone Girl mit Szenen einer Ehe. Eine Erzählung, die sich weder eindeutig in das Krimi- noch in das Thrillergenre eingliedern ließe. Bemängelt wurden die intensiv beschriebenen Eheprobleme, die nicht jeden Leser berühren würden und die Tatsache, dass beide Protagonisten keine Sympathieträger seien. Gone Girl sei „gute, abwechslungsreiche Unterhaltungsliteratur, aber von einem Thriller weit entfernt.“ Empathie des Lesers für die Hauptfiguren sei nun einmal Grundvoraussetzung um Spannung zu empfinden.
Andere Meinungen reichen im deutschsprachigen Raum von „Gillian Flynn liefert mit ‚Gone Girl‘ den Thriller-Blockbuster des Jahres.“, „brillant, geistreich und bitterböse“, „Brillanter Krimi, messerscharfes Psychogramm mit atemberaubenden Wendungen. US-Bestseller!“ bis hin zu „Gillian Flynns ‚Gone Girl – Das perfekte Opfer‘ erinnert mich an Patricia Highsmith zu ihren besten Zeiten. Mit diesem Buch katapultiert Gillian Flynn sich auf die kurze Liste der Autoren, die das Kunststück geschafft haben, eine überaus spannende Geschichte mit erschreckend glaubwürdigen Charakteren zu gestalten.“

### Erfolge und Auszeichnungen
- 2012: New York Times: „Janet Maslin’s 10 Favorite Books of 2012“[29]
- 2012: Entertainment Weekly: Gillian Flynn als „Entertainer of the Year“[30]
- 2012: People Magazine: „Best Books of the Year“[31]
- 2012: Barnes & Noble: „Best Book of the Year“[32]
- 2012: Strand Critics Award: Nominiert[33][34]
- 2013: Edgar Allan Poe Award: Nominiert in der Gruppe „Bester Roman“[35]
- 2013: Macavity Award: Nominiert in der Gruppe „Bester Mysteryroman“[36]
- 2013: Anthony Award: Nominiert in der Gruppe „Bester Roman“[37]
- 2013: Bailey’s Women’s Prize: Nominiert in der Gruppe „Beste Fiction“[38]

## Verfilmung
Der Roman dient als Vorlage für eine Verfilmung unter demselben Titel, die am 2. Oktober 2014 in die deutschen Kinos kam. Regisseur ist David Fincher. Die Starbesetzung besteht aus Ben Affleck als Nick Dunne, die Figur der Amy Elliott Dunne wird von Rosamund Pike gespielt und Neil Patrick Harris spielt Desi Collings. Der Filmproduzent Leslie Dixon las das Manuskript des Buches bereits 2011 und machte die Schauspielerin Reese Witherspoon auf das Potential der Geschichte als Vorlage für eine Verfilmung aufmerksam.  Die Dreharbeiten fanden in Cape Girardeau (Missouri) und Los Angeles statt.

## Ausgaben
- Gone Girl: A Novel. Crown Publishers, New York 2012, ISBN 978-0-385-36675-5.
- Gone Girl. Das perfekte Opfer. Fischer Scherz, Frankfurt am Main 2013, ISBN 978-3-502-10222-9 (übersetzt von Christine Strüh).
- Gone Girl. Das perfekte Opfer. Argon-Verlag, Berlin 2013, ISBN 978-3-8398-1251-8 (Hörbuch gelesen von Christiane Paul und Matthias Koeberlin).
- Gone Girl. Das perfekte Opfer. Fischer Taschenbuch, Frankfurt am Main 2014, ISBN 978-3-596-18878-9.